# Blåskäggs åttonde hustru (1938)
Blåskäggs åttonde hustru är en amerikansk film från 1938 i regi av Ernst Lubitsch. Filmen baseras på den franska pjäsen La huitième femme de Barbe-Bleue av Alfred Savoir. En amerikansk filmatisering hade även gjorts 1923 med Gloria Swanson i huvudrollen, men denna film anses idag vara förlorad.

## Handling
Miljonären Michael Brandon gifter sig för åttonde gången. Men frun, Nicole tänker inte finna sig i att bara bli ett nummer bland hennes makes fruar.

## Rollista
- Claudette Colbert - Nicole de Loiselle
- Gary Cooper - Michael Brandon
- Edward Everett Horton - Marquis de Loiselle
- David Niven - Albert De Regnier
- Elizabeth Patterson - tant Hedwige
- Herman Bing - Monsieur Pepinard
- Warren Hymer - Kid Mulligan
- Franklin Pangborn - assisterande hotellchef